# Mexico International 1981
Die Mexico International 1981 im Badminton fanden vom 26. bis zum  29. November 1981 in Mexiko-Stadt statt.

## Sieger und Platzierte
| Disziplin    | Gold                                  | Silber                                      | Bronze                                             |
| ------------ | ------------------------------------- | ------------------------------------------- | -------------------------------------------------- |
| Herreneinzel | Tariq Wadood                          | Surapong Suharitdamrong                     | Arkapom Sriratanakul                               |
| Herreneinzel | Tariq Wadood                          | Surapong Suharitdamrong                     | Udom Luangpetcharaporn                             |
| Dameneinzel  | Denyse Julien                         | María de la Paz Luna Félix                  | Sharon Crawford                                    |
| Dameneinzel  | Denyse Julien                         | María de la Paz Luna Félix                  | Rosa Elva Levaro                                   |
| Herrendoppel | Surapong Suharitdamrong Pinit Boonoon | Arkapom Sriratanakul Udom Luangpetcharaporn | Bob MacDougall Keith Priestman                     |
| Herrendoppel | Surapong Suharitdamrong Pinit Boonoon | Arkapom Sriratanakul Udom Luangpetcharaporn | John Britton Gary Higgins                          |
| Damendoppel  | Denyse Julien Beverley Suits          | Sharon Crawford Una O’Reilly                | María Esther Luna Felix María de la Paz Luna Félix |
| Damendoppel  | Denyse Julien Beverley Suits          | Sharon Crawford Una O’Reilly                | María Luisa del Castillo Carolina Pizarro          |
| Mixed        | Tariq Wadood Beverley Suits           | Jeff Goldsworthy Denyse Julien              | Ernesto de la Torre María de la Paz Luna Félix     |
| Mixed        | Tariq Wadood Beverley Suits           | Jeff Goldsworthy Denyse Julien              | John Britton Sharon Crawford                       |

## Finalresultate
| Disziplin    | Sieger                                | Finalist                                    | Ergebnis          |
| ------------ | ------------------------------------- | ------------------------------------------- | ----------------- |
| Herreneinzel | Tariq Wadood                          | Surapong Suharitdamrong                     | 15-6, 15-3        |
| Dameneinzel  | Denyse Julien                         | María de la Paz Luna Félix                  | 9-12, 11-7, 12-10 |
| Herrendoppel | Surapong Suharitdamrong Pinit Boonoon | Arkapom Sriratanakul Udom Luangpetcharaporn | 18-14, 15-11      |
| Damendoppel  | Denyse Julien Beverley Suits          | Sharon Crawford Una O’Reilly                | 14-18, 15-1, 15-7 |
| Mixed        | Tariq Wadood Beverley Suits           | Jeff Goldsworthy Denyse Julien              | 15-6, 9-15, 17-14 |